# Love Me (film)
Love Me je francouzský dramatický film z roku 2000, jehož režisérkou byla Laetitia Masson. Hlavní roli barmanky Gabrielle hraje Sandrine Kiberlainová. Ta se zamiluje do zpěváka (Johnny Hallyday). Originální hudbu pro film složil velšský hudebník a skladatel John Cale a na soundtracku jsou mimo jeho skladeb použity písně v podání Abbey Lincoln, Elvise Presleyho, ale také od samotného Johnnyho Hallydaye.